# 影平隆一
影平 隆一（かげひら りゅういち、1976年10月10日 - ）は、日本の男性声優、俳優。長崎県出身。アクセント所属。

## 略歴
映像テクノアカデミア、プロダクション東京ドラマハウス、フリー期間を経て2013年6月20日からアクセントに所属。

## 人物
方言は長崎弁。資格は英検2級。趣味はゲーム、散歩。特技はカラオケ、歌。

## 出演

### テレビアニメ
2006年
- 結界師（行正）

2007年
- 獣神演武 -HERO TALES-（ならず者）
- ナイトウィザード The ANIMATION（ロンギヌス）

2008年
- テイルズ オブ ジ アビス（神託の盾兵）

2010年
- 四畳半神話大系（助監督、ほんわか男子E）

2017年
- 夏目友人帳 陸（二体さま、黒い目の妖怪、祓い屋）

2019年
- からくりサーカス（使者）

### ゲーム
- 悠久ノ桜（2007年、桜樹）
- リーズのアトリエ 〜オルドールの錬金術士〜（2007年）
- マナケミア2 〜おちた学園と錬金術士たち〜（2008年、ぷに太郎、ぷに次郎、ぷに三郎）
- アニーのアトリエ 〜セラ島の錬金術士〜（2009年、オルドール国王）
- 白騎士物語 -光と闇の覚醒-（2010年）
- 声カレ〜放課後キミに会いに行く〜（2015年、一条大智[7]）
- JUDGE EYES:死神の遺言（2018年）
- NoStraightRoads（2020年、1010、NeonJ）
- モンスターストライク（2020年、チューストン[8]）
- ドラゴンクエストモンスターズ3 魔族の王子とエルフの旅（2023年[9]）
- 龍が如く8（2024年）[10]

### ドラマCD
- 百錬の覇王と聖約の戦乙女（スカーヴィズ[11]）
- マナケミア 〜学園の錬金術士たち〜
- ナイトウィザード

### 吹き替え

#### 担当俳優
フィリップ・ラショー
- 真夜中のパリでヒャッハー!（フランク）
- 世界の果てまでヒャッハー!（フランク）
- アリバイ・ドット・コム カンヌの不倫旅行がヒャッハー!な大騒動になった件（グレッグ）

#### 映画
- アメリカを売った男
- 暗殺（ファン・ドクサム）
- 王の涙 -イ・サンの決断-（ホン・グギョン〈パク・ソンウン〉）
- オデッセイ（TVリポーター男3）
- ゲットバック 人質奪還（レイ〈ダニエル・カルタジローン〉）
- サード・パーソン
- ザ・ハント
- ジャッキー・チェンの必殺鉄指拳（ヤン〈クァン・チュン〉[12]）※BD新録版
- スペシャルID 特殊身分（ルオ・ジーウェイ/サニー〈アンディ・オン〉）
- デッドプール（ドーピンダー〈カラン・ソーニ〉）
  - デッドプール2[13]
  - デッドプール&ウルヴァリン[14]
- デビル・インサイド
- ドラゴン・クロニクル 妖魔塔の伝説（ハン局長）
- バーフバリ 伝説誕生（アスラム・カーン）
- バッド・マイロ!
- 54 フィフティ★フォー（リッコ〈マーク・ラファロ〉）※Netflix版
- ブラッドウルフ
- ブレア・ウィッチ（ピーター）
- ホワイト・バレット（容疑者シュン〈ウォレス・チョン〉）
- ミュータント・タートルズ（走る男）
- モンスター・ハント（豪商グー・チエンフー〈ウォレス・チョン〉）
- ランナーランナー（シェイバース捜査官〈アンソニー・マッキー〉）

#### ドラマ
- エレメンタリー ホームズ&ワトソン in NY
- 王の後宮（楊永）
- オーファン・ブラック 暴走遺伝子（アーサー・“アート”・ベル〈ケヴィン・ハンチャード〉、リーキー博士）
- キスは背伸びして（チャン・ジュエヨウ）
- キッドナップ
- クリミナル・マインド FBI行動分析課シーズン2 #18、シーズン6 #7
- 賢后 衛子夫（段宏〈シュー・ジェンシー〉[15]）
- ゴースト 〜天国からのささやき
- 後宮の涙（沈嘉彦）
- ゴシップガール（スコット・ロッソン）
- ザ・パシフィック
- CSI:科学捜査班シーズン7 #4
- シークレット・アイドル ハンナ・モンタナ
- 朝鮮ガンマン
- デクスター 警察官は殺人鬼（ユルグ）
- TWO WEEKS（イム・ヒジョン）
- ナルコス（トゥルヒージョ）
- ハウス・オブ・カード 野望の階段（ギャヴィン）
- 二人の王女
- THE BRIDGE/ブリッジ（レイ）
- ミッシング -サイキック捜査官-
- ヤング・スーパーマン4
- レイ・ドノヴァン ザ・フィクサー（スチュー・フェルドマン）
- ロマンス
- ウェントワース女子刑務所（ブレイデン・ホルト）

#### 人形劇
- ネビュラ75（サーキット）[16]

#### アニメ
- くもりときどきミートボール
- 超能力ボックスX（ドゥーリー）
- ペット（運転手1）
- ミッキーマウス!
- ペンギンズ FROM マダガスカル ザ・ムービー（アナウンサー[17]）

### ボイスオーバー
- 現代の驚異
- 古代をめぐる冒険
- 眠ったお宝探し隊 アメリカン・ピッカーズ（マイク・ウルフ）
- バイオグラフィ
- 迷宮事件ファイル
- メガ・ムーバーズ
- ロストワールド

### ナレーション
- J:COM イタンラクTVを楽しもう
- J:COM スペシャルデー
- SATT株式会社VP